# Columbus (Wisconsin)
Columbus é uma cidade localizada no estado norte-americano de Wisconsin, no Condado de Columbia e Condado de Dodge.

## Demografia
Segundo o censo norte-americano de 2000, a sua população era de 4479 habitantes.
Em 2006, foi estimada uma população de 4995, um aumento de 516 (11.5%).

## Geografia
De acordo com o United States Census Bureau tem uma área de
10,3 km², dos quais 10,3 km² cobertos por terra e 0,0 km² cobertos por água. Columbus localiza-se a aproximadamente 259 m acima do nível do mar.

## Localidades na vizinhança
O diagrama seguinte representa as localidades num raio de 20 km ao redor de Columbus.